# Malnome
Il torrente Malnome, a volte detto anche Corno-Malnome è un corso d'acqua della piana del Sele che, per un lungo tratto, segna il confine tra i comuni di Albanella ed Altavilla Silentina.

## Percorso
Le sorgenti sono nel territorio di Roccadaspide, alle falde della collina Doglie, ed è lungo 30 chilometri. Nel primo tratto attraversa la valle della frazione Bosco di Albanella lambendo l'Oasi naturalistica di Bosco Camerine, quindi percorre la pianura che separa il territorio del comune di Albanella da quello di Altavilla Silentina e, in località Iscalonga, confluisce nel torrente Cosa che, a sua volta, affluisce nel Sele, all'altezza della località Ponte Barizzo di Capaccio Paestum.

## Toponimo
Originariamente il torrente era stato denominato Corno ed è stato, da sempre, un placido corso d'acqua che, nei momenti di piena, ha causato numerose volte il crollo dei ponti che lo attraversano e, con le sue esondazioni, anche diverse vittime. Per questo motivo gli abitanti del luogo smisero di chiamarlo per nome, optando per l'espressione dialettale "'o male nome" (il nome maligno). Il moderno toponimo Malnome è stato ufficializzato nel 1812 quando, nel corso di una contesa giudiziaria in cui furono utilizzati entrambi i nomi, si optò per utilizzare solo il più recente.

## Luoghi di interesse
Molino Giardullo: Situato nella località Piano Pagano di Bosco di Albanella, si tratta di una delle più grandi ed importanti realizzazioni della civiltà contadina di Albanella. Fu fatto costruire nel XVI secolo dal marchese Giovanni Francesco Sanseverino ed era alimentato dalle acque del Malnome. In tempi recenti la lavorazione è elettrica ma sono ancora visibili la grande macina di pietra originale e l'ultimo tratto dell'arcata, alta 8 metri, che portava l'acqua nel mulino.
Vurivi: Si tratta di due pozze d'acqua, lungo il percorso del torrente, chiamate "vurivo" del pozzo e "vurivo" dell'inferno. In condizioni normali sono stagnanti ma, durante le piogge, diventano degli spettacolari e pericolosi vortici d'acqua. L'etimo dialettale è incerto, forse deriva dall'italiano "gorgo".

## Rischi
La pericolosità del torrente Malnome è determinata dalla sua caratteristica torrentizia: da una situazione di enorme tranquillità o addirittura secca, in seguito a forti piogge, nel giro di poche ore diventa impetuoso. Durante queste piene i "vurivi" hanno più volte spinto con violenza l'acqua al di fuori del letto del torrente, spazzando via la sede stradale attigua e facendo crollare i ponti che lo attraversano.

## Polemiche
Il torrente è stato più volte oggetto di polemiche per gli sversamenti illegali di reflui zootecnici e letame che contaminano l'intera zona con miasmi maleodoranti e per le numerose esondazioni. L'esondazione del 7 ottobre 2020 ha visto la morte di una giovane donna che si trovava nella sua auto. In seguito a questo evento il sindaco di Albanella Enzo Bagini ha avviato, di concerto con il Genio Civile, dei lavori di riqualificazione del torrente. Il Comune di Albanella e la Regione Campania hanno sin da subito stanziato ingenti risorse per la messa in sicurezza degli argini in prossimità dei ponti  ma il progetto di messa in sicurezza dell'intero percorso non è stato completato perché non ha ottenuto i finanziamenti richiesti.  Con le piogge invernali il torrente continua, quindi, ad esondare.